# Extrovert (középlemez)
Az Extrovert a kanadai-amerikai Saint Asonia második középlemeze, amely 2022. november 18-án jelent meg. A lemez első kislemeze a Wolf, ami 2022. október 21-én jelent meg.

## Az album dalai
| 1.    | Devastate         | 3:32 |
| 2.    | Break the Mold    | 2:59 |
| 3.    | Over It           | 3:06 |
| 4.    | Wolf              | 3:18 |
| 5.    | Better Now        | 3:38 |
| 6.    | Chasing the Light | 3:22 |
| 19:57 |                   |      |

## Közreműködők

### Saint Asonia
- Adam Gontier – ének, ritmusgitár
- Mike Mushok – gitár
- Cale Gontier – basszusgitár, háttérvokál
- Cody Watkins – dobok, perkusszió

### Produkció
- Anton Delost – producer[2]

## Külső hivatkozások
- A Saint Asonia hivatalos oldala